# Pastoral da Juventude Estudantil
A Pastoral da Juventude Estudantil (PJE) é um organismo da Igreja Católica.
No Brasil, compõe a Comissão Episcopal Pastoral para a Juventude (CEPJ) da Conferência Nacional dos Bispos do Brasil, juntamente com as outras Pastorais de Juventude (PJ, PJMP e PJR). A nível latino-americano, compõe o Departamento de Família, Vida e Juventude do Conselho Episcopal Latino-americano (CELAM).
Afirma-se que a PJE é herdeira da Juventude Estudantil Católica (JEC), organização esta proveniente da Ação Católica Especializada (ACE). 
A JEC protagonizou assembleias, encontros, congressos, por todo o Brasil que serviu de sustentação para a juventude estudantil católica brasileira e suas ações embasadas na metodologia VER-JULGAR-AGIR com os valores evangélicos e exemplos da pessoa de Jesus Cristo. Estas atividades realizaram-se durante os anos de sua fundação em meados dos anos 50 do século XX até quase os anos 70 do mesmo século. Há relatórios de atividades da Juventude Estudantil Católica no Brasil em meados de 1935 a partir de participantes num grupo feminino. Muitas ações políticas da JEC foram emparceiradas com a UBES, inclusive com composição de jovens estudantes católicos da JEC nas diretorias da UBES da época. 
A JEC ainda é articulada até hoje em países que compõe o CELAM.
A PJE permeia apoiando atividades com jovens estudantes de diversas congregações religiosas que possuem colégios e ou instituições educacionais e algum trabalho pastoral com os estudantes. Desta maneira esses jovens estudantes das congregações podem, em contrapartida, fortalecer a estrutura e a participação da Pastoral da Juventude Estudantil no Brasil e pelos estados.

## Meios de ação[1]
A juventude não se satisfaz com a normalidade. Ela quer estar em constante movimento. Há uma disposição intrínseca para buscar o novo, porém, sabemos que as estruturas educacionais dominantes acabam por "apagar" a chama que existe nos estudantes. A PJE compreende que é preciso manter a chama acesa para que sejamos agentes de transformação.
É nessa perspectiva que a PJE acredita que "a fé sem obras é morta" (Tg 2, 17). A prática acontece no nosso meio específico, que é o estudantil. Diante de todos os sinais de morte não podemos nos omitir, não podemos deixar de "ir ao mundo e anunciar a Boa Nova".
Ao falar do "agir" da PJE, delimitamos, inicialmente, alguns espaços de atuação, falamos da política educacional e estudantil, e descrevemos nossa maneira de nos organizarmos.
A PJE se faz presente nas escolas, públicas, privadas e confessionais, manifestando-se de diversas formas, seja por meio dos grupos de jovens, seja por meio das demais associações estudantis. É importante saber que a PJE possui uma mística e uma espiritualidade próprias, assim como uma metodologia bem definida, cujos elementos jamais podem ser confundidos com carismas, que apenas as congregações religiosas possuem. E é por isso também que não podemos ser confundidos com os grêmios ou grupos de voluntariado, propriamente ditos.

## História

### Início: a Pastoral Secundarista
A Pastoral da Juventude Estudantil, bem como as demais Pastorais da Juventude do Brasil, é fruto da Ação Católica (AC) – movimento idealizado para favorecer a participação popular na construção de “Outro Mundo Possível”. Em princípio, constituiu-se uma Ação Católica Geral (1932 – 1950). A posteriori, percebendo-se que a formação levada a cabo deveria estar em sintonia com as especificidades do meio na qual estava inserida, a ação teve seus contornos alterados. Um mesmo modelo que era adotado para o trabalho pastoral na fábrica dificilmente teria pertinácia para ser utilizado na escola, no campo e assim por diante.                    
Nesse sentido surge a Ação Católica Especializada (1950 – 1966), para melhor encarar os desafios propostos por diferentes realidades. Os jovens tiveram um papel de destaque na concretização da ACE e formaram-se grupos específicos -  JAC (Juventude Agrária Católica), JEC (Juventude  Estudantil Católica), JIC (Juventude Independente Católica), JOC (Juventude Operária Católica) e JUC (Juventude Universitária Católica) – abrindo caminho para a efervescência das CEB’s (Comunidades Eclesiais de Base).
Contudo, o Golpe de 1964 promoveu a caçada às diversas lideranças contrárias ao Regime Militar, matando, inclusive, uma série de organizações juvenis, dentre as quais aquelas que integravam a ACE. A partir deste cenário, o que restaram foram grupos isolados e vigiados pelo terror dos “anos de chumbo”, não bastasse os “desaparecimentos” e as prisões de seus quadros.
No início da década de 1980 as lutas pela redemocratização vivem seu momento mais intenso. Nesse contexto, um grupo de estudantes de Goiânia ligado à JEC toma a iniciativa de retomar a articulação nacional. Assim, realizou-se o a 1ª Reunião Nacional, de 08 a 11 de julho de 1982, com 14 pessoas vindas do Pará, de Goiás e São Paulo, ocorrida no Colégio Marista de Goiânia. Trocaram experiências sobre a organização dos estudantes secundaristas, analisando o acúmulo da JEC e traçando linhas comuns para a formação de uma “Pastoral Secundarista”.
A 2ª Reunião Nacional ocorre no ano seguinte, no mesmo local e, desta vez, aprofundaram-se estudos sobre a identidade, a pedagogia e a espiritualidade da Pastoral Secundarista, com ênfase no método VER – JULGAR – AGIR. Para o fortalecimento da base e a formação de novos grupos definiu-se uma equipe de Articulação e uma Secretaria Nacional, sediada em Goiânia, na casa do estudante Adriano Neves de Brito.

### Surge a Pastoral da Juventude Estudantil
De 9 a 11 de Julho de 1984, ocorreu a 3ª Reunião Nacional com a participação de representantes de 10 unidades federativas – RS, PR, SC, SP, GO, AM, PI, RJ, MG e MT - e do DF, além de dois assessores, Ir. Leônidas Fávero e Pe. Jorge Boran. A partir daí já começa a ganhar força a idéia de “pastoral orgânica”, o que foi decisivo para que o movimento passasse a se chamar "Pastoral da Juventude Estudantil" e integrar, em conjunto com as demais Pastorais da Juventude do Brasil – Pastoral da Juventude (PJ), Pastoral da Juventude do Meio Popular (PJMP) e Pastoral da Juventude Rural (PJR) -  a Coordenação Nacional da PJ Orgânica, sendo representada nesse espaço pelo jovem Ricardo Caixeta.
O 4º Encontro Nacional (julho de 1985, Brumadinho/MG), com 71 delegados, foi palco de discussões sobre identidade, pedagogia, assessoria, espiritualidade, nucleação – iniciação – militância, relação com o Movimento Estudantil e conjuntura educacional. Foi definido um mutirão para que se elaborassem os Cadernos da PJE, aprovados no ano seguinte, com o objetivo de sistematizarem-se as experiências.
Enquanto o final da década de 1980 marcou a convicção de que a PJE isolada do Movimento Estudantil e sem um trabalho de base não tinha sentido, o advento dos anos 1990 parecem denotar o impacto da onda neoliberal na mobilização estudantil. A PJE, como não poderia deixar de ser, dá sinais de estar sendo afetada pela nova conjuntura. Nesse intervalo já tinham se realizado o 5º Encontro Nacional (1987),  dois Seminários Nacionais (janeiro e julho de 1988) – atividade de caráter formativo -  e o 6º Encontro Nacional (1989).
Sabe-se que a expansão do projeto pelo território nacional começava a esbarrar em questões como falta de assessoria e de apoio, inclusive financeiro. Mesmo assim, os jovens da PJE tiveram importante participação na fileira dos “caras pintadas” em 1992. No ano seguinte ocorre a 7ª Assembléia Nacional, adiada desde 1991 devido às fragilidades de uma estrutura nacional desprovida de recursos mínimos.
Em 1995 a PJE realizava sua 8ª Assembléia Nacional (AN) em Barbacena/MG, cujo tema foi “Estudante, semeando a vida para celebrar o novo” e o lema “Na esperança do novo, ousamos ser diferentes”. Nesta instância foi aprovado o 1º Marco Referencial, intitulado “Quem Somos? A que Viemos?”, publicando-se 3 mil exemplares. A PJE estava mais madura e sua articulação com as demais PJ’s se mostrou fundamental.
Em 1996 realizou-se o 4º Seminário Nacional de Militantes da PJE em Itaipava/RJ. Seu tema era “O Jovem Político na Escola” e o lema “Pra acontecer depende de você”, participando 58 pessoas. A partir deste evento houve a nucleação de novos grupos e a retomada da articulação de outros em alguns setores regionais, chegando-se  a 250 núcleos. Nesse momento a PJE também contava com uma publicação informativa no Brasil, chamada “Um Novo Sol”.
Completando 15 anos em 1998, a PJE definiu seu plano de ação, formação e espiritualidade na 9ª AN, além de apoiar e participar da Marcha Pelo Brasil e elaborar uma Carta Aberta manifestando sua indignação perante o sistema educacional vigente, enviada ao Jornal Juventude e demais meios a que se tinha acesso.

### A PJE no novo milênio
A história da PJE, ainda que também machucada por muitos percalços, carrega a alegria de se ter lançado em 2000 a Semana do Estudante, realizada na semana do dia 11 de agosto, quando foi assassinado o estudante Edson Luís, com o tema “Educação Libertadora, início da cidadania”, estimulando o envolvimento nos Grêmios Estudantis. Nesse período a PJE também participou da resistência ao neoliberalismo através do Plebiscito Nacional sobre a dívida E(x)terna e em 2001 marcou presença no 1°Fórum Mundial de Educação em Porto Alegre – RS.
Nesse momento já estava clara a dificuldade de os regionais promoverem atividades formativas em suas escalas, sobretudo devido às dificuldades financeiras e, consequentemente, à não formação contínua de lideranças.
Celebrando seu Júbilo de 20 anos, em 2002, a PJE teve militantes presentes no Plebiscito Nacional sobre a ALCA promovendo debates sobre a ALCA e a educação. A participação se repetiu em 2003 no II Fórum Mundial da Educação, no III Fórum Social Mundial e no Acampamento Intercontinental da Juventude, todos em Porto Alegre – RS, com a presença de jovens de SP, MA, RJ e, é claro, dos gaúchos.
A 12ª ANPJE aprovou seu Marco Referencial mais recente e o publicou em 2004. Desde então foi realizado o 8º Seminário Nacional de Militantes da PJE em 2005, com o objetivo de oferecer formação sobre a temática das Políticas Públicas para a Juventude, e a Reunião Ampliada, em janeiro deste ano, feita em SP na impossibilidade de realização da 13ª ANPJE. A mesma realizou-se em Janeiro de 2008 em Vargem Grande – SP, com a participação de 36 delegados que deliberaram sobre a estrutura e organização da PJE iluminados pela passagem “Menina, levanta-te” (Mc 5,41).
Em novembro de 2009, as PJE e as demais Pastorais de Juventude lançam oficialmente a "Campanha Nacional contra a violência e o extermínio de jovens", com duração prevista de três anos, com o lema "O meu desejo é a vida do meu povo” (Ester 5,7).
Já em 2010, a Pastoral da Juventude Estudantil lançou o convite para o 1° Encontro Nacional das Referências Estaduais, o ENARES, que ocorreu em Recife/PE. Com o tema "Com os pés na missão, sonharemos a PJE" e a iluminação bíblica “Para que todos sejam um” (Jo 17, 21), as referências estaduais (secretários, articuladores, animadores ou mesmo lideranças ativas nos estados) se reuniram para aprofundar sua formação sobre nossa Pastoral, e, também, fortalecer a articulação nacional e estadual.
A XIV Assembleia Nacional da PJE ocorreu em janeiro de 2011, em Belo Horizonte/MG. Com o tema "Organização e luta", lema "Juventude em marcha por uma Educação Libertadora" e inspiração bíblica “Vi muito bem a miséria do meu povo. Por isso, vê, eu envio você para libertá-lo” (Ex 3,7-10). Durante a assembleia, foram eleitas três bandeiras de luta para o triênio 2011-2013, quais sejam: "compromisso prioritário com a educação pública"; "em luta por uma educação libertadora" e "PJE contra a prática de violência dentro da escola".

### Os 30 anos de PJE
O ano de 2012 foi especial para toda a PJE: celebrou-se 30 anos de vida e caminhada. No início do ano, em janeiro, na cidade do Rio de Janeiro/RJ, ocorreram simultaneamente o 2° ENARES, para jovens, e o 8° Seminário Nacional, para Assessores da PJE. A segunda edição do ENARES teve como tema "Articular e organizar educação pública como opção" e como iluminação bíblica "Depois de ter testemunhado e anunciado a palavra do Senhor, Pedro e João voltaram para Jerusalém, levante a Boa Notícia a muitos poderosos da Samaria" (At 8, 25). Por sua vez, o Seminário Nacional de Assessores teve como tema "Ressignificar e organizar a opção de acompanhar" e como iluminação bíblica: "Os discípulos disseram 'Onde vamos buscar tantos pães para matar a fome de tão grande multidão?'" (Mt 15, 33). Estes dois encontros reuniram jovens e assessores de vários estados, dentre eles PB, PE, BA, RJ, SP, PR e RS.
Ainda em 2012, como forma de celebrar o 30° aniversário de nossa Pastoral, a Coordenação Nacional da PJE planejou uma missão jovem, que foi realizada na cidade de Santo Amaro da Purificação, no recôncavo baiano. Lá, jovens e assessores foram convidados a levar a PJE para dentro das escolas públicas daquela cidade, como gesto concreto celebrativo.
Já em 2013, o X Seminário Nacional de Militantes da PJE ocorreu na cidade de São Paulo/SP, e reuniu jovens de sete estados (RS, SP, MG, PR, RN, RJ e PB). Com o tema "Educação como direito" e iluminação "Todos os que ouviam o menino estavam maravilhados com a inteligência de suas respostas” (Lc 2, 47), os/as ali presentes notaram a desigual distribuição de chances e oportunidades de educação através de dois tipos básicos de escola: as públicas e as privadas. Assim, provocados e incomodados por essa disparidade, os/as jovens presentes propuseram modos de como a Pastoral da Juventude Estudantil, enquanto ente preocupado com esta educação e igualmente preocupado na disseminação da Palavra de Deus, a partir da pedagogia de Jesus, pode e deve intervir neste meio, através dos próprios jovens, instrumentos de transformação de suas próprias realidades.
Em janeiro de 2014, a Pastoral da Juventude Estudantil de todo o Brasil se reuniu em Belo Horizonte/MG para a XV Assembleia Nacional da PJE. Com o tema "Na trilha da História, jovens estudantes constroem a Civilização do Amor", lema "Ressignificando nossa vida e nossos sonhos", e sob a iluminação do livro das Sabedorias (7, 13): "O que aprendi com simplicidade reparto-o sem reserva: não calarei sua riqueza", jovens e assessores de sete estados (RS, PR, SP, MG, RJ, PB e RN) estiveram reunidos para rever e avaliar os passos da PJE a nível nacional, e iniciar o processo de revisão do Marco Referencial da PJE, que será aprovado em 2017, na XVI Assembleia Nacional. Também, foi eleita a bandeira de luta "Educação humanizadora", como prioridade para o triênio 2014-2017.

### PJE hoje e sempre
À serviço das quatro Pastorais de Juventude do Brasil, a PJE foi escolhida como representante das PJs no XVIII Encontro Latinoamericano da Pastoral Juvenil, promovido pelo Departamento de Vida e Juventude do CELAM. O encontro ocorreu em março de 2015, na diocese de Willemstad, em Curaçao. Com o tema "Revitalizando e valorizando a realidade viva e dinâmica da Pastoral Juvenil Latinoamericana", e com a iluminação "Lembra-te do caminho que o Senhor, teu Deus, te fez percorrer" (Dt 8, 2), jovens de todo o continente latinoamericano e caribenho se reuniram para partilhar a vida e a história das Pastorais de Juventude no continente, e planejar uma caminhada orgânica conjunta.
Ainda em 2015, a PJE se reuniu com as demais Pastorais de Juventude em Guararema/SP para reavaliar e planejar a caminhada conjunta. Deu-se o encerramento oficial da Campanha Nacional contra a violência e o extermínio de jovens, e o nascimento de um outro projeto, que se pautará na dimensão integral da Ecologia em defesa da vida das juventudes, a partir do projeto #ROTA300, da Comissão Episcopal Pastoral para a Juventude da CNBB e da Carta Encíclica "Laudato Si", do Papa Francisco.
De 14 a 19 de janeiro de 2016, a cidade de São Paulo abrigou dois importantes encontros nacionais para a PJE: o 3° ENARES e o IX Seminário Nacional de Assessores/as. O Encontro das Referências jovens teve como tema “Jovens estudantes: discípulos/as missionários/as”, como lema “Formando novos grupos e lideranças” e como iluminação bíblica a passagem do Evangelho de Lucas (2, 10): “Não tenhais medo! Eu vos anuncio uma nova alegria, que será também a de todo o povo!”. Por sua vez, a nona edição do Seminário de Assessores teve como tema “Assessoria como vocação”, como lema “Ousando crer com a juventude estudantil” e como iluminação bíblica “Vi então um novo céu e uma nova terra” (Ap 21, 1a). Os eventos ocorreram simultaneamente e reuniram cerca de quarenta jovens e assessores de nove estados (RS, SC, SP, RJ, MG, DF, PE, PB e RN) para pensar um novo jeito de ser e fazer a PJE acontecer nas escolas. A partir dos encontros, nasceram encaminhamentos a serem dirigidos às escolas públicas, particulares e confessionais na tentativa de ampliar os espaços pastorais e de participação juvenil dentro dos colégios. Além disso, foi dado mais um importante passo no processo de revisão e reescrita do Marco Referencial da PJE.
Durante esses 34 anos, a Pastoral Juventude Estudantil passou por várias mudanças, porém, jovens e adultos continuam a se apaixonar por esse trabalho e se empenham cada vez mais na construção da civilização do amor, um projeto de todos. Pois é essa “estranha mania de ter fé na vida” que nos move a construir um mundo mais justo e cristão.

## Celebrações[2]
A PJE quer celebrar a vida, e as reflexões não deixam de fazer parte destes momentos celebrativos.
Com isto todo ano, a partir de espaços comuns com as outras Pastorais de Juventude do Brasil, a PJE celebra duas importantes atividades: a Semana da Cidadania e a Semana do Estudante.

### Semana da Cidadania[3]
A Semana da Cidadania (SdC) é uma atividade permanente ecumênica, marcada por atividades concretas que desenvolvam o exercício da cidadania por adolescentes e jovens, envolvendo diversos segmentos da sociedade. Desde 1995, esta atividade é promovida anualmente, em abril, pelas Pastorais de Juventude do Brasil (PJ, PJE, PJMP e PJR), sempre na semana que compreende os dias 14 ao 21. Tem seu tema definido a partir da Campanha da Fraternidade; o objetivo principal é fazer com que a juventude reflita mais profundamente, em grupo, algumas ações presentes em seu cotidiano, convidando-a a se organizar em torno de projetos práticos, com reflexos na sociedade, visando a transformação social, em comunhão com a Igreja e outros organismos da sociedade civil.

### Semana do Estudante[4]
A Semana do/a Estudante (SdE) é uma atividade permanente promovida pelas quatro Pastorais de Juventude da CNBB e coordenada pela Pastoral da Juventude Estudantil (PJE). Ela acontece anualmente, no mês de agosto, na semana que abrange o dia 11, considerado historicamente o Dia do Estudante no Brasil. Desde 2003, as Pastorais da Juventude do Brasil tem organizado esta atividade em âmbito nacional para celebrar esta data e propiciar maior engajamento dos estudantes no que diz respeito à sua escola, às questões da educação e da sociedade em geral. O objetivo é que ela aconteça dentro da escola, pois trata de temas especificamente estudantis e visa uma maior participação e conscientização dos estudantes. A Semana se propõe a trabalhar o protagonismo estudantil, para que o jovem estudante assuma o compromisso de construir a educação e a sociedade que tanto quer e sonha: a Civilização do Amor. Com isso, pretende chamar a atenção para a possibilidade da concretização do Reino mediante ações transformadoras, como, por exemplo, a defesa da educação. A SdE faz parte do processo das atividades permanentes, juntamente com mais duas grandes atividades anuais das PJ, a Semana da Cidadania (celebrada em abril) e o Dia Nacional da Juventude (que ocorre em outubro).

### Dia do Estudante Secundarista[5]
Outro momento importante para destaque é o Dia do Estudante Secundarista, celebrado anualmente no dia 28 de março. Data instituída pelo movimento estudantil secundarista no Brasil proveniente da mesma data da morte do estudante Edson Luís de Lima Souto, assassinado próximo do restaurante Calabouço durante a ditadura militar.
A Semana da Cidadania e o Dia Nacional da Juventude são outros momentos importantes celebrados na PJE.

## Estrutura e organização[6]
Quando falamos em articulação na Pastoral, estamos referindo-nos ao movimento de descobrir ou contatar grupos, escolas, estados ou regionais, ligando-os à estrutura organizativa. Eles começam a fazer parte da organização quando têm os mesmos princípios e seguem planejamento comum.
As instâncias existentes na PJE são espaços de representação e estão a serviço dos grupos. Nos diversos níveis (escola, sub-regionais, dioceses, estados, regionais e nacional) ocorrem reuniões, Assembleias, encontros, cursos, etc. Cada nível possui as instâncias necessárias para sua melhor organização. Geralmente, são compostas por uma Coordenação, que, por sua vez, é formada por um Secretariado, uma Equipe de Jovens e uma Comissão de Assessores.
As instâncias são escolhidas nos termos do Marco Referencial da PJE, em espaços deliberativos, através de eleição. Encaramos a eleição como instrumento educativo e democrático, culminância de um processo de participação direta de quem reconhece a atuação e a disponibilidade de quem está aí, a serviço da PJE. Após a eleição, os nomes escolhidos para compor as instâncias são submetidos ao referendo do Bispo Referencial da Juventude (nas dioceses, nos regionais, ou, nacionalmente, à Comissão Episcopal para a Juventude da CNBB).
Como dito, as instâncias estaduais/regionais possuem organizações próprias, nos moldes escolhidos por suas Assembleias, para melhor facilitar sua organização, trabalho, e melhor atender suas necessidades. Contudo, são, geralmente, inspiradas na organização nacional, que, hoje, desde a XV Assembleia Nacional, assim se encontra estruturada:

ASSEMBLEIA NACIONAL DA PASTORAL DA JUVENTUDE ESTUDANTIL
- Sua última edição - a 16ª - ocorreu em 2017, na cidade de Guaratinguetá/SP.
- Tem periodicidade mínima de três em três anos.
- A coordenação e presidência dos trabalhos se dá pela Equipe Nacional da PJE, regularmente eleita.
- Podem participar os delegados e delegadas assim eleitos pelas Coordenações de seus estados/regionais, articulados ou não.

EQUIPE NACIONAL DA PASTORAL DA JUVENTUDE ESTUDANTIL
Composto 3 jovens e 3 assessores/as, sendo:
1. Um/a jovem secretário/a nacional, responsável pela representação da Pastoral perante o Clero, a CNBB e demais organizações da sociedade;
2. Dois/duas jovens articuladores/as, responsáveis pelas articulações internas (contato com os estados articulados) e externas da Pastoral (articulação de novos grupos de base e estados);
3. Dentre os/as assessores/as, haverá, ao menos, um/a assessor/a religioso/a, que será referencial da PJE junto à CNBB e demais organismos eclesiais.

## As Pastorais de Juventude[7]
Sendo "pastoral", as Pastorais da Juventude do Brasil estão histórica e intrinsecamente inseridas na dinâmica eclesial, contribuindo com sua missão e assumindo aquilo que a Igreja do Brasil acredita, defende e promove com relação à evangelização da juventude e à construção do Reino.
Elas acolhem as Diretrizes Gerais da Igreja (nacional, regional e diocesana) e as orientações do órgão responsável pela evangelização da juventude nas instâncias onde se encontram.
São pastorais de juventude da Igreja do Brasil:
- Pastoral da Juventude (PJ), fundada em 1973;
- Pastoral da Juventude do Meio Popular (PJMP), fundada em 1978;
- Pastoral da Juventude Estudantil (PJE), fundada em 1982;
- Pastoral da Juventude Rural (PJR), fundada em 1983;

Apesar da identidade comum de metodologia e de algumas opções fundamentais, as quatro Pastorais têm suas particularidades, possuem diferenciação em seus objetivos de missão, campo de trabalho, estrutura organizativa, acompanhamento, critérios de escolha de seus líderes.